# Мемориальный дом-музей С. Т. Аксакова
Мемориальный Дом-музей С. Т. Аксакова  — музей в городе Уфе, расположенный в доме, в котором жил писатель С. Т. Аксаков. Музей является филиалом Национального музея Республики Башкортостан. Основан в 1978 году.

## Здание
Дом-музей С. Т. Аксакова расположен в г. Уфе на берегу реки Белой.
Здание музея является образцом деревянной архитектуры конца XVIII века — памятником истории и архитектуры. Дом был возведён из уральской лиственницы, ныне сохранилось анфиладное построение комнат. Часть дома была приспособлена под канцелярию, а во второй половине находились жилые комнаты.
Владельцем дома являлся дед Сергея Тимофеевича Аксакова — Николай Степанович Зубов. Николай Степанович работал коллежским советником и исполнял руководящую должность товарища наместника, в руках которого была сосредоточена административно-судебная власть. В этом доме жила и воспитывалась его дочь — Мария Николаевна Зубова, которая в 1788 году вышла замуж за прокурора земского суда — Тимофея Степановича Аксакова, и они поселяются отдельно.
В 1795—1797 гг. в доме проживала семья Сергея Тимофеевича Аксакова. По его книге «Детские годы Багрова-внука» дом был известен как «родовое гнездо».
До открытия музея в здании располагалась библиотека профсоюза работников просвещения.

## Экспозиция музея
С конца 1980-х гг. началась реставрация, которая проходила под контролем автора архитектурного реставрационного проекта З. М. Хатмуллиной. Художественно-экспозиционный проект выполнили московские художники-архитекторы Е. Н. Лаврова и B. C. Таукина. Сбор экспонатов, изобразительного и литературного материала был осуществлён сотрудниками музея Э. Д. Терегуловой и Т. Е. Замятиной.
В 1991 году, объявленном по инициативе ЮНЕСКО «годом Аксакова», к 200-летию со дня рождения писателя была открыта экспозиция музея. Экспозиция музея располагается в 14 залах. Музейный фонд насчитывает около 3 тысяч единиц хранения.
Экспозиция мемориальной части Аксаковского музея воссоздаёт интерьер второй половины XVIII века, знакомит с историей Уфы и Уфимского наместничества, а также с «семейной хроникой» Зубовых-Аксаковых.
В литературном разделе экспозиции представлены материалы, рассказывающие о периоде учёбы С. Т. Аксакова в г. Казани, его театрально-критической деятельности, о творчестве писателя в контексте русской литературы XVIII—XIX веков, его ближайшем окружении. Один из разделов экспозиции посвящён жизни и деятельности Константина и Ивана Аксаковых — идеологов славянофильства.
В литературно-музыкальной гостиной музея воспроизведён интерьер губернаторского дома второй половины XIX века. Документальные материалы этого зала связаны с деятельностью сына Сергея Тимофеевича Аксакова — Григория, который в середине 60-х годов был губернатором Уфимской губернии. Здесь можно увидеть мебельный гарнитур из губернаторского дома Г. С. Аксакова. В этой же комнате находятся материалы, посвящённые памяти С. Т. Аксакова: родословное дерево писателя, чертёж Аксаковского народного дома, фотографии момента освящения его закладки, виды Уфы в 1856 году, герб Уфимской губернии, гравюры и фотографии Уфы XIX—XX вв., рисунки Н. Богатова к сказке С. Т. Аксакова «Аленький цветочек».
Ежегодно музей совместно с Аксаковским фондом проводит Международный Аксаковский праздник, научные чтения, выставки, литературно-музыкальные вечера, камерные концерты старинной и классической музыки и другие.